# زنبار طفيلي
الزنبار الطفيلي حشرة تنتمي إلى واحد من فيالق عديدة من ذوات الخصر التي تتبع رتبة غشائيات الأجنحة. تضم الزنابير الطفيلية عدة عشرات من الفصائل. تقوم الزنابير الطفيلية بالتطفل على حشرات أخرى أو حتى حيوانات.

## انظر أيضاً

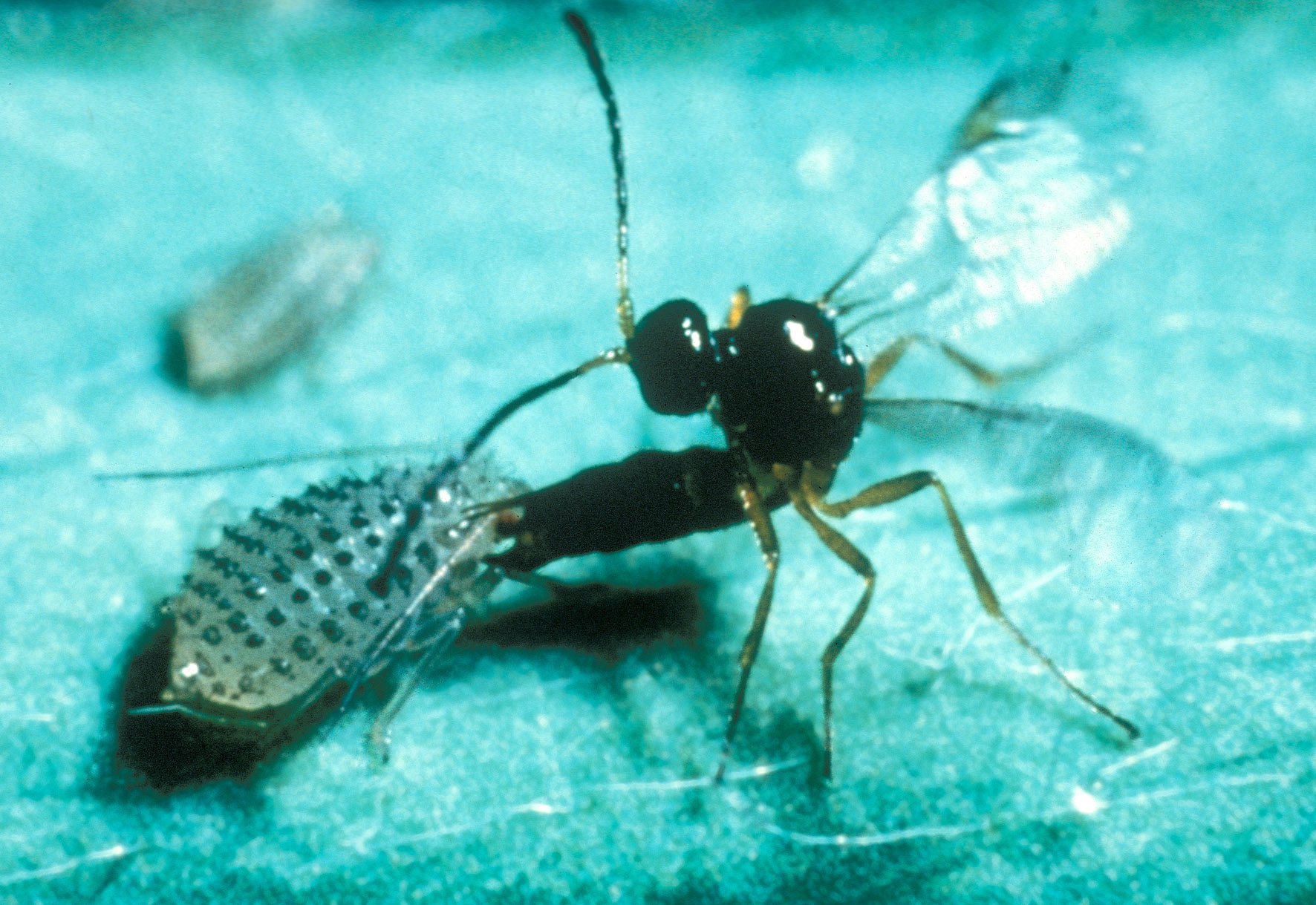
أنثى زنبار طفيلي تحقن بيوضها داخل من الفصة المنقط